# Ley de Pouillet
La ley de Pouillet establece que la cantidad de corriente eléctrica transportada a través de un conductor es proporcional al tiempo y a la intensidad de la propia corriente.

## Etimología
La ley fue nombrada en reconocimiento al físico francés Claude Pouillet (1790-1868).

## Simbología
| Símbolo           | Nombre                   | Unidad |
| ----------------- | ------------------------ | ------ |
| {\displaystyle I} | Intensidad               | A      |
| {\displaystyle t} | Tiempo                   | s      |
| {\displaystyle Q} | Cantidad de electricidad | C      |

## Descripción
Esta ley se expresa así:
{\displaystyle Q=I\ t}
Si el tiempo está expresado en horas, la cantidad de electricidad aparece en amperios por hora, siendo un amperio por hora equivalente a 3600 culombios.
- Datos: Q2199616